# Национално знаме на Хърватия
Националното знаме на Хърватия се състои от три цвята: червен, бял и син, с герба на републиката в центъра.
Съотношението между широчината и дължината на знамето е 1:2. Цветовете на знамето са разположени хоризонтално в следната последователност (от горе надолу): червен, бял и син. Всеки цвят заема една трета от широчината на знамето.
Хърватският герб е разположен в центъра на знамето така, че горната част на герба (короната) навлиза в червеното поле на знамето, а долната част на герба навлиза в синьото поле на знамето. Централната точка на герба съвпада с точката, в която се пресичат диагоналите на знамето.

## Знаме през годините
- (началото на 19 век – 1848)
- (1848 – 1852)
- (1852 – 1860)
- (1860 – 1918)
- (1918)
- (1939 – 1943)
- (1943 – 1945)
- (1945 – 1990)
- (1990)
- (1990)